# Shaun-Nick Bester
Pour les articles homonymes, voir Bester.
Shaun-Nick Bester, né le 10 mars 1991 à Akasia, faubourg de la ville de Pretoria, est un coureur cycliste sud-africain. 

## Biographie
Shaun-Nick Bester est le fils d'un ancien joueur de rugby.
Lors de la saison 2009, il termine deuxième de la Vuelta al Besaya chez les juniors (moins de 19 ans). Il représente également son pays lors des championnats du monde juniors de Moscou, où il se classe 25e de la course en ligne. De 2010 à 2012, il court au sein d'équipes amateurs espagnoles.
Il passe finalement professionnel en 2016 au sein de l'équipe continentale Sporting-Tavira, au Portugal. Principalement équipier, il n'obtient aucun résultat notable au niveau individuel. Il revient finalement courir en Afrique du Sud à partir de 2018,  en conciliant la route et le VTT.

## Palmarès
- 2009
  - 2e de la Vuelta al Besaya
  - 3e du championnat d'Afrique du Sud du contre-la-montre juniors
- 2010
  - Berg en Dale Classic
- 2012
  - 3e du championnat d'Afrique du Sud sur route espoirs
- 2013
  -  Médaillé de bronze au championnat d'Afrique du contre-la-montre par équipes
- 2015
  -  Médaillé d'or du contre-la-montre par équipes aux Jeux africains (avec Hendrik Kruger, Gustav Basson et Reynard Butler)

## Classements mondiaux
| Année           | 2014 | 2015 |
| --------------- | ---- | ---- |
| UCI Africa Tour | 206e | 95e  |